# Пенцинг (Баварія)
Пенцинг (нім. Penzing) — громада в Німеччині, розташована в землі Баварія. Підпорядковується адміністративному округу Верхня Баварія. Входить до складу району Ландсберг.
Площа — 33,79 км2. Населення становить 3696 ос. (станом на 31 грудня 2020).